# Chimán
Pour les articles homonymes, voir Chimane.
Chimán est un corregimiento et une ville du district de Chimán située dans la province de Panama en République de Panama.

## Population
Il avait, en 2010, 1 205 habitants (2010).